# Leiophron cacuminata
Leiophron cacuminata är en stekelart som beskrevs av Papp 1997. Leiophron cacuminata ingår i släktet Leiophron och familjen bracksteklar. Inga underarter finns listade i Catalogue of Life.